# Challenger de Murcia
El Murcia Open es un torneo profesional de tenis. Pertenece al ATP Challenger Tour. Se juega desde el año 2019 sobre pistas de tierra batida al aire libre, en Murcia, España.

## Palmarés

### Individuales
| Año  | Campeón                 | Finalista               | Resultado        |
| ---- | ----------------------- | ----------------------- | ---------------- |
| 2019 | Roberto Carballés Baena | Mikael Ymer             | 2-6, 6-0, 6-2    |
| 2020 | No Celebrado            | No Celebrado            | No Celebrado     |
| 2021 | Tallon Griekspoor       | Roberto Carballés Baena | 7-5, 6-4         |
| 2022 | Chun-hsin Tseng         | Norbert Gombos          | 6-4, 6-1         |
| 2023 | Matteo Arnaldi          | Borna Gojo              | 6-4, 7-6(4)      |
| 2024 | Henrique Rocha          | Nikoloz Basilashvili    | 3-6, 7-6(0), 7-5 |
| 2025 | Carlos Taberner         | Jesper de Jong          | 7-6(3), 4-6, 6-2 |

### Dobles
| Año  | Campeones                          | Finalistas                                     | Resultado              |
| ---- | ---------------------------------- | ---------------------------------------------- | ---------------------- |
| 2019 | Marcus Daniell David Marrero       | Rameez Junaid Andrei Vasilevski                | 6–4, 6–4               |
| 2020 | No Celebrado                       | No Celebrado                                   | No Celebrado           |
| 2021 | Raúl Brancaccio Flavio Cobolli     | Alberto Barroso Campos Roberto Carballés Baena | 6–3, 7–6(4)            |
| 2022 | Íñigo Cervantes Oriol Roca Batalla | Pedro Cachín Martín Cuevas                     | 6–7(4), 7–6(4), [10–7] |
| 2023 | Daniel Rincón Abedallah Shelbayh   | Marco Bortolotti Sergio Martos Gornés          | 7–6(3), 6–4            |
| 2024 | Théo Arribagé Victor Vlad Cornea   | Arjun Kadhe Jeevan Nedunchezhiyan              | 7–5, 6–1               |
| 2025 | Grégoire Jacq Orlando Luz          | Jesper de Jong Mats Hermans                    | 6–4, 6–4               |